# 温水三郎
温水 三郎（ぬくみ さぶろう、1905年（明治38年）10月3日 - 1976年（昭和51年）10月22日）は、昭和期の農業協同組合指導者、政治家。参議院議員（3期）。位階は正四位、勲等は勲二等。

## 略歴
宮崎県西諸県郡小林村（現小林市）で、宮崎県会議長を務めた温水実孝の息子として生まれた。その後、旧制鹿児島県立第二鹿児島中学校を経て1931年（昭和6年）法政大学法科卒業し、農業に従事した。
1942年（昭和17年）小林町会議員に選出。1946年（昭和21年）小林町農業会会長に就任。1948年（昭和23年）宮崎県農業会会長となり。1954年（昭和29年）宮崎県農業協同組合中央会会長。1963年（昭和38年）宮崎県の農協中央会、信用農協連、経済農協連、共済農協連の各会長就任。同年、全国運輸農協連会長就任。
1961年（昭和36年）二見甚郷の辞職に伴う、第5回参議院議員通常選挙宮崎県地方区補欠選挙に自由民主党から立候補し、初当選。以後、第9回通常選挙まで再選され、参議院議員に連続3期在任した。この間、1966年（昭和41年）8月、第1次佐藤第2次改造内閣農林政務次官、同年12月、第1次佐藤第3次改造内閣農林政務次官に就任。その他、自民党政務調査会副会長、同宮崎県支部連合会会長なども務めた。
参議院議員在任中の1976年10月22日、宮崎県東諸県郡綾町で不慮の事故により死去した。71歳没。同月26日、特旨を以て位記を追賜され、死没日付をもって正四位勲二等に叙され、旭日重光章を追贈された。哀悼演説は同年11月1日、参議院本会議で小林国司により行われた。
温水の死去に伴う欠員補充の補欠選挙は同年12月12日に執行され、自民党は後継候補として元林野庁長官の松形祐堯を擁立したが、元自民党衆議院議員の坂元親男が無所属で立候補したため保守分裂状態となり、坂元が松形らを降して当選した。なお、坂元はその後自民党に復党し、松形は1979年に汚職事件で黒木博が辞職した事に伴う宮崎県知事選挙に立候補し、当選している。

## 国政選挙歴
- 1961年（昭和36年）12月10日 - 第5回参議院議員通常選挙宮崎県地方区補欠選挙（自由民主党）当選[7]
- 1965年（昭和40年）7月4日 - 第7回参議院議員通常選挙（宮崎県選挙区、自由民主党）当選[7]
- 1971年（昭和46年）6月27日 - 第9回参議院議員通常選挙（宮崎県選挙区、自由民主党）当選[12]